# IOS 17
iOS 17 — семнадцатая версия мобильной операционной системы iOS, разрабатываемой Apple для линейки продуктов iPhone. Была анонсирована 5 июня 2023 года на WWDC 2023. Является преемницей iOS 16. iOS 17 получает новые обновления безопасности и исправления ошибок несколько раз в месяц, но больше не получает новые обновления функций из-за выхода iOS 18. Бета-версии рассылались еженедельно или раз в две недели участникам программы Apple для разработчиков и общедоступным бета-тестерам. Как и в каждом выпуске, начиная с iOS 4, эти обновления доступны пользователям без дополнительной оплаты.
iOS 17 после выпуска была принята в целом положительно: высоко оценили новую систему контактов, режим регистрации и режим ожидания. Критики также высоко оценили улучшения в стикерах, виджетах, прогнозировании текста, приложении «Камера», ярлыках, кодах подтверждения и приложении «Напоминания». Однако средства массовой информации раскритиковали отсутствие приложения "Журнал", о котором было объявлено во время сегмента iOS 17 в программном докладе. Приложение было позже выпущено сначала как часть бета-версии iOS 17.2 для разработчиков и публичных бета-тестеров, а затем для широкой публики как часть стабильной версии iOS 17.2.

## Разработка
iOS 17 носила внутреннее кодовое название Dawn. Из-за того, что Apple сосредоточила внимание на своих новых очках смешанной реальности, Apple изначально планировала iOS 17 как «настроечный выпуск», такой как Mac OS X Snow Leopard, хотя несколько основных функций были добавлены позже в цикле разработки.

### Дальнейшее развитие
25 января 2024 года Apple официально анонсировала введение сторонних магазинов приложений на iOS для пользователей из Евросоюза. Выполняя требования антимонопольного Закона о цифровых рынках (DMA), Apple ввела фундаментальные изменения в работу iOS, App Store и Safari. Об этом компания выпустила подробный пресс-релиз на своём сайте.
Нововведения:
- распространение приложений через сторонние цифровые магазины;
- API для создания сторонних цифровых магазинов;
- возможность оплаты встроенных покупок по внешним ссылкам;
- оповещение пользователей, когда в приложении есть возможность оплаты альтернативным способом;
- API для альтернативных браузерных движков (теперь под iOS можно создавать браузеры не на WebKit);
- экран с предложением выбрать сторонний браузер по умолчанию при первом открытии Safari; открытие NFC для сторонних банковских приложений и кошельков;
- сниженная комиссия при распространении приложений через App Store до 10% (для подавляющего большинства разработчиков и подписок после первого года), либо 17% за транзакции с цифровыми товарами и услугами.

В пресс-релизе Apple также неоднократно упоминает, что стремится сделать распространение и использование приложений из сторонних магазинов максимально безопасным, поэтому потребует нотариальное заверение приложений для iOS, авторизацию для разработчиков торговых площадок и раскрытие информации об альтернативных платежах. Публичный релиз нововведений для всех пользователей на территории Евросоюза состоялся в марте 2024 года.

## Характеристики

### Системные изменения

#### Журнал
Journal — это приложение журнала со сквозным шифрованием, которое позволяет пользователям регистрировать свои ежедневные действия.

#### Телефонные звонки
- С помощью контактных плакатов теперь можно настраивать экраны телефонных звонков. Подобно обновленному экрану блокировки в iOS 16, пользователи теперь могут настраивать свои собственные экраны телефонных звонков, изменяя шрифт и цвет текста для своего имени контакта, отображаемого вверху, и изображение контакта с помощью пользовательского изображения или Memoji.
- Живая голосовая почта позволяет пользователям читать голосовую почту в режиме реального времени во время входящего телефонного звонка. Телефонные звонки теперь также можно принимать, когда звонящий оставляет свое сообщение.

#### Режим ожидания
Режим ожидания — это новая функция, которая позволяет телефонам переключаться на дисплеи во время зарядки. Режим ожидания автоматически включается, когда телефон заряжается в ландшафтном режиме, и включает в себя возможность отображать информацию на экране, включая Live Activity, виджеты и смарт-стопки.

#### Siri
Теперь пользователи могут просто сказать «Siri» вместо «Привет, Siri», чтобы активировать Siri голосом. В России и странах СНГ, или же при русском языке интерфейса, это работать не будет.

#### NameDrop
NameDrop позволяет двум пользователям обмениваться контактной информацией друг с другом, просто соединив свои телефоны или Apple Watch.

### Изменения в приложениях

#### Сообщения
- Людей и объекты, извлеченные из визуального поиска, теперь можно сохранять как живые стикеры, которые можно использовать для сообщений.
- Check In — это новая функция, с помощью которой получатель может отслеживать свое местоположение и другие данные, такие как уровень заряда батареи телефона и статус сотовой связи, чтобы гарантировать, что отправитель безопасно доберется до нужного пункта назначения.

#### FaceTime
- Теперь поддерживает возможность для вызывающих абонентов оставить видео- или аудиосообщение, когда получатель недоступен.
- К вызовам FaceTime были добавлены эффекты реакции, аналогичные функции реакции в сообщениях.

#### Apple Music
- Совместные плейлисты позволяют группе пользователей добавлять и удалять песни в плейлист.
- Добавлена поддержка плавного перехода между песнями.

#### Карты Apple
Карты теперь можно загружать для автономного использования.

#### Раскладки клавиатур
Добавлены новые раскладки клавиатур для следующих языков: Акан, Чувашский, Хауса, Хмонг (Пахау), Ингушский, Кабильский, Ланшаньский И, Мандейский, Микмак, Нко, Осейдж, Реджанг, марокканский берберский, Ванчо, Воластокей и Йоруба.

## Поддерживаемые устройства
iOS 17 требует iPhone с A12 Bionic SoC или более поздней версией. Он прекращает поддержку iPhone с A11 Bionic, официально обозначая конец поддержки iPhone с 5,5-дюймовым дисплеем. iOS 17 — первая версия iOS, которая прекращает поддержку iPhone с Face ID и без кнопки «Домой». iPhone SE (2-го и 3-го поколений) — единственные поддерживаемые устройства с Touch ID и кнопкой «Домой».
Однако iPhone с SoC A12 Bionic или A13 Bionic имеют ограниченную поддержку, в то время как iPhone с SoC A14 Bionic и более поздними версиями поддерживаются полностью.
- iPhone XS и iPhone XS Max
- iPhone XR
- iPhone 11
- iPhone 11 Pro и iPhone 11 Pro Max
- iPhone SE (2-го поколения)
- iPhone 12 и iPhone 12 mini
- iPhone 12 Pro и iPhone 12 Pro Max
- iPhone 13 и iPhone 13 mini
- iPhone 13 Pro и iPhone 13 Pro Max
- iPhone SE (3-го поколения)
- iPhone 14 и iPhone 14 Plus
- iPhone 14 Pro и iPhone 14 Pro Max
- iPhone 15 и iPhone 15 Plus
- iPhone 15 Pro и iPhone 15 Pro Max

## Восприятие
Прием iOS 17 после даты выпуска был в целом положительным. Критики похвалили новые постеры контактов, Check In и режим ожидания. Им также понравились улучшения стикеров, виджетов, прогнозирования текста, приложения «Камера», ярлыков, кодов подтверждения и приложения «Напоминания». Однако многие СМИ раскритиковали отсутствие приложения Журнал, которое было анонсировано во время сегмента iOS 17. Позднее приложение Журнал было выпущено сначала как часть бета-версии iOS 17.2 для разработчиков и публичных бета-тестеров, а затем для широкой публики как часть стабильной версии iOS 17.2. После выпуска iOS 17 пользователи сообщили о проблемах с перегревом на новых устройствах, таких как iPhone 15 и iPhone 15 Pro, и многочисленных сбоях на старых устройствах.
Пользователи высказывали разные мнения. Некоторые отмечали, что после обновления до iOS 17 более старые модели смартфонов часто зависают, а в случае с iPhone 15 Pro владельцы жалуются на частый перегрев и другие неполадки. С другой стороны, пользователи отмечали некоторые полезные функции, например, интерактивные виджеты или возможность настраивать контакты.
По данным на 6 октября 2023 года, iOS 17 не была особенно популярна среди пользователей смартфонов iPhone. Частота установки этой прошивки после 18 дней выпуска составила около 23%.

## История выпуска
Первая бета-версия iOS 17 для разработчиков была выпущена 5 июня 2023 года. Первая общедоступная бета-версия была выпущена 11 июля 2023 года. Финальный выпуск iOS 17 состоялся 18 сентября 2023 года. В отличие от предыдущих лет, программа бета-тестирования для разработчиков стала открытой для всех и не требовала подписки.

### История версий
|  | Предыдущий выпуск |  | Последний выпуск |  | Версия для разработчиков |  | Исправление |

| Версия             | Номер сборки | Дата выхода                  | Примечания к выпуску |
| ------------------ | ------------ | ---------------------------- | --- |
| 17.0 Beta 1        | 21A5248v     | 5.06.2023; 2 года назад      | |
| 17.0 Beta 2        | 21A5268h     | 21.06.2023; 2 года назад     | - Страница настроек «Обновление ПО» получила новый дизайн: изменился перечень ссылок для получения подробностей о бета-версии, добавлена кнопка «Обновить сегодня ночью». - Добавлен новый виджет часов. - Добавлены новые виджеты Apple Music. - Поддержка функции передачи данных по AirDrop, когда один iPhone можно просто поднести рядом к другому iPhone. - Добавлена поддержка NameDrop, позволяющая двум пользователям обмениваться контактной информацией друг с другом. - Исправлен баг и добавлена поддержка регулировки длины плавного перехода между треками в Apple Music. - Добавлена возможность выключить уведомления в режиме «Ожидание». - В приложении Здоровье теперь доступна подборка «Психическое здоровье». - Siri теперь может сделать скриншот. - Добавлено более быстрое срабатывание при удержании в настройках «Тактильного касания». - Приложение Фитнес получило отдельный пункт в Настройках. |
| 17.0 Beta 3        | 21A5277h     | 5.07.2023; 2 года назад      | - Обновлен интерфейс альбома «Удаленные фотографии». - Небольшие визуальные изменения «Психического здоровья» в приложении Здоровье. - В Apple Music теперь отображается более полная информация о треке, включая авторов, композиторов и тех, кто участвовал в разработке этой песни. - Незначительное обновление интерфейса приложения Дом. - Версия содержит исправление багов и улучшения производительности. |
| 17.0 Beta 3 Update | 21A5277j     | 11.07.2023; 1 год назад      | Public Beta 1 - Доступно 4 варианта обрезки изображений при их увеличении в Фото. - Поддержка транслитерации на iOS тамильского языка, а также телугу, каннада и малаялам. - Пользователи могут войти в Apple ID, используя свой номер телефона вместо идентификатора электронной почты. - Добавлен новый встроенный словарь панджаби для получения определений слов и фраз. - Пользователи могут просматривать до 2000 звонков в разделе "История звонков", включая звонки FaceTime и WhatsApp. |
| 17.0 Beta 4        | 21A5291h     | 25.07.2023; 23 месяца назад  | - Исправлен баг некорректного отображения клавиатуры. - Обновлены иконки интерфейса отправки вложений в Сообщениях. - Добавлен переключатель для предпросмотра уведомлений по касанию в режиме «Ожидание». - В настройках AirDrop добавлен переключатель для активации передачи контента при поднесении одного iPhone к другому. - Обновлена иконка пункта «Экран «Домой» и Библиотека приложений» в Настройках. - Обновленная анимация запуска AirPlay. |
| 17.0 Beta 4 Update | 21A5291j     | 31.07.2023; 23 месяца назад  | Public Beta 2 |
| 17.0 Beta 5        | 21A5303d     | 8.08.2023; 23 месяца назад   | Public Beta 3 - Уведомление поиска песен Shazam получило новую «магическую» анимацию. - В Настройках, в разделе «Хранилище iPhone», добавлен пункт «Синхронизированный контент», отображающий мультимедийный контент, синхронизированный с вашего компьютера. - Добавлено групповое отображение размера совместно используемых данных приложений одного разработчика в разделе «Хранилище iPhone». - Добавлен специальный звук при передаче данных по AirDrop. - Обновлены анимации слайдеров яркости, уровня громкости и фонарика в Пункте управления. |
| 17.0 Beta 6        | 21A5312c     | 15.08.2023; 22 месяца назад  | Public Beta 4 - Кнопка завершения вызова вернулась к расположению по центру. - В Настройках, в разделе «Экран и яркость», обновлены обои iOS 17. - Обновлена анимация плеера при вызове обложки трека на экране блокировки. - Улучшена анимация записи «Психического здоровья» в приложении Здоровье. |
| 17.0 Beta 7        | 21A5319a     | 22.08.2023; 22 месяца назад  | Public Beta 5 - Изменился тактильный отклик при переключении бесшумного режима. - Кнопка сброса вызова вернулась к расположению по центру при открытии меню «Клавиши» во время звонка. |
| 17.0 Beta 8        | 21A5326a     | 29.08.2023; 22 месяца назад  | Public Beta 6 - Версия содержит исправление ошибок. |
| 17.0 RC            | 21A329       | 12.09.2023; 21 месяц назад   | Release Candidate - Добавлено 20 новых рингтонов и звуковых оповещений. |
| 17.0               | 21A329       | 18.09.2023; 21 месяц назад   | Release |
| 17.0.1             | 21A340       | 21.09.2023; 21 месяц назад   | Исправления ошибок и важные обновления безопасности. |
| 17.0.2             | 21A350       | 21.09.2023; 21 месяц назад   | Только для iPhone 15, 15 Plus, 15 Pro и 15 Pro Max. - Исправлены ошибки работы с некоторыми сотовыми сетями и три уязвимости системы. |
| 17.0.2             | 21A351       | 26.09.2023; 21 месяц назад   | Исправлена ошибка при переносе данных между устройствами при обновлении или восстановлении. |
| 17.1 Beta 1        | 21B5045h     | 27.09.2023; 21 месяц назад   | - Добавлена поддержка AirDrop через Wi-Fi или мобильный интернет. - Появился голосовой поиск в AppStore. - Dynamic Island теперь отображает включенный фонарик. - Появилась возможность добавить песню в Избранное нажатием в плеере и на виджете на иконку звёздочки. Эти песни добавляются в отдельный плейлист, составленный из отмеченных Избранными. - Добавлена возможность выбрать целый альбом для показа фото на экране блокировки. |
| 17.1 Beta 2        | 21B5056e     | 3.10.2023; 21 месяц назад    | - Появился голосовой поиск в Настройках. - Исправлена ошибка неправильного отображения виджета приложения Дом. - Добавлены настройки включения и выключения экрана в режиме «Ожидание». - Добавлена возможность «Воспроизвести избранные песни» в меню быстрых действий для Apple Music. |
| 17.0.3             | 21A360       | 4.10.2023; 21 месяц назад    | Версия содержит исправление ошибок и исправление проблемы с излишним перегревом некоторых устройств. |
| 17.1 Beta 3        | 21B5066a     | 10.10.2023; 21 месяц назад   | - Исправлена работа Wallet. - Значение SAR-тестирования для iPhone 12 теперь соответствует требованиям во Франции. - Action Button в iPhone 15 Pro не будет активировать камеру и фонарик, если телефон лежит в кармане. |
| 17.1 RC            | 21B74        | 17.10.2023; 20 месяцев назад | Исправлена проблема «выгорания» дисплеев. |
| 17.1 RC 2          | 21B77        | 20.10.2023; 20 месяцев назад | Только для iPhone 15, 15 Plus, 15 Pro и 15 Pro Max. |
| 17.1               | 21B77        | 25.10.2023; 20 месяцев назад | |
| 17.1               | 21B80        | 25.10.2023; 20 месяцев назад | Только для iPhone 15, 15 Plus, 15 Pro и 15 Pro Max. |
| 17.2 Beta 1        | 21C5029g     | 26.10.2023; 20 месяцев назад | - Добавлено новое системное приложение "Дневник". - Добавилась возможность назначить на Кнопку Действия системный Переводчик для iPhone 15 Pro и 15 Pro Max. - Добавлено 3 новых виджета Погоды: "подробные погодные данные", "погода по дням", "восход и закат". - Добавлен новый виджет цифровых Часов. - Виджет «Ветер» для экрана блокировки получил новый дизайн с компасом и направлением. - Добавлен новый вариант перелистывания «Быстрое затухание», а опция прокрутки переехала в общий раздел настроек листания в приложении Книги. - Треки, добавленные в «Избранное» теперь собраны в плейлисте «Любимые песни» в Apple Music. - Появились совместные плейлисты, которые одновременно могут редактировать разные приглашенные пользователи в Apple Music. - Добавлен раздел «Тело» с возможностью настроек для талии, груди, плеч и рук для Memoji. - Долгое удержание сообщения позволяет быстро добавить стикер в Сообщениях. - Добавлен фильтр фокусирования для прослушиваемой музыки и ее влияния на рекомендации, миксы и отображение в разделе «Вы недавно слушали». - При создании постера в Контактах, теперь можно выбрать радужный цвет шрифта. - В настройках iCloud раздел «Сообщения» с хранящимися в облаке беседами был переименован в «Сообщения в iCloud», появилась более * детальная информация о количестве сообщений и занимаемом ими месте. - В настройках AirPlay появился новый параметр Приемник AirPlay для передачи данных с Vision Pro на iPhone. |
| 17.1.1             | 21B91        | 8.11.2023; 20 месяцев назад  | - Исправлена ошибка, когда в редких случаях Apple Pay и другие функции NFC могут стать недоступными на моделях iPhone 15 после беспроводной зарядки в некоторых автомобилях. - Виджет экрана блокировки погоды может неправильно отображать снег. - Другие исправления и улучшения. |
| 17.2 Beta 2        | 21C5040g     | 9.11.2023; 20 месяцев назад  | - iPhone 15 Pro и iPhone 15 Pro Max теперь могут снимать пространственное видео для воспроизведения на Vision Pro. - В Настройках раздел «Действие гарантии» перенесен в меню «Основные», хотя раньше находился в «Об этом устройстве». - Предупреждение о нецензурном или неприемлемом контенте теперь распространяется на присланные стикеры в iMessage и Постеры контактов. - В App Store появился новый горизонтальный список категорий приложений. - Siri научилась сообщать время до конца маршрута и текущую высоту при использовании Apple Maps. |
| 17.2 Beta 3        | 21C5046c     | 14.11.2023; 19 месяцев назад | - В Apple Music добавлена возможность автоматического добавления избранных песен в библиотеку. - В настройках клавиатуры теперь можно отключить встроенные подсказки, которые показываются во время набора текста. - Настройка показа имени и фото контакта была перемещена из раздела Сообщения в Телефон. |
| 17.1.2             | 21B101       | 30.11.2023; 19 месяцев назад | Важные обновления системы безопасности. |
| 17.2               | 21C62        | 11.12.2023; 18 месяцев назад | |
| 17.3 Beta 1        | 21D5026f     | 12.12.2023; 18 месяцев назад | - В Apple Music в совместных плейлистах для пользователей стали доступны реакции в виде анимированных эмодзи. - Добавлена новую функцию «Защита украденного устройства», которая обеспечивает дополнительный уровень безопасности в случае кражи вашего iPhone и если злоумышленнику известен ваш пароль от устройства. |
| 17.2.1             | 21C66        | 19.12.2023; 18 месяцев назад | |
| 17.3 Beta 2        | 21D5036c     | 03.01.2024; 18 месяцев назад | Версия содержит незначительные визуальные изменения. |
| 17.3 Beta 3        | 21D5044a     | 10.01.2024; 18 месяцев назад | - Версия содержит исправление ошибок. - В Настройках в разделе «Действие гарантии» теперь отображаются устройства, связанные с Apple ID пользователя. |
| 17.3 RC            | 21D50        | 17.01.2024; 17 месяцев назад | Добавлены новые обои "Цветок единства". |
| 17.3               | 21D50        | 22.01.2024; 17 месяцев назад | |
| 17.4 Beta 1        | 21E5184i     | 25.01.2024; 17 месяцев назад | Для пользователей 27 стран Европейского союза добавлена поддержка: - установки приложений из сторонних магазинов приложений, - использование сторонних браузерных систем, - возможности разработчикам использовать альтернативные платёжные сервисы, - использования полного функционала технологии NFC. Другие нововведения: - Появилась возможность принудительного отключения уведомлений от AirTag об отслеживании, если вы знаете этот аксессуар или попросить владельца поделиться им с вами в «Локаторе». - Кнопки во время вызова стали более прозрачными, меньше перекрывая постер абонента. - Добавлен пункт «Бесконтактная оплата и NFC» в настройках Конфиденциальности, где появится список приложений, запросивших разрешение на использование бесконтактной оплаты и NFC. - Добавлен пункт «Идентифицируемый регион» в сведениях об устройстве. - Siri на немецком теперь научилась также реагировать на простое «Siri». - Вкладка «Слушать» в Apple Music и Подкастах была переименована в «Главная». - Добавлены новые эмодзи Unicode 15.1 . - Добавлена функция расшифровки подкастов. - Секундомер получил поддержку Live Activities с отображением на Dynamic Island и экране блокировки. |
| 17.4 Beta 1        | 21E5184k     | 30.01.2024; 17 месяцев назад | |
| 17.4 Beta 2        | 21E5195e     | 06.02.2024; 17 месяцев назад | - Добавлен новый виджет часов «Города (Цифровые)». - Вернулся полупрозрачный фон во время звонка. |
| 17.3.1             | 21D61        | 08.02.2024; 17 месяцев назад | Исправлена ошибка, которая могла привести к наложению текста или дублированию букв при наборе. |
| 17.4               | 21E219       | 05.03.2024; 16 месяцев назад | В этом обновлении представлены новые эмодзи, функция расшифровки в приложении «Подкасты» от Apple, а также другие функции, исправления ошибок и обновления системы безопасности |
| 17.4.1             | 21E236       | 21.03.2024; 15 месяцев назад | Исправление ошибок, патчи безопасности. |
| 17.4.1 21E237      | 21E237       | 27.03.2024; 15 месяцев назад | Исправлена критическая ошибка при которой устройство могло «окирпичится» |
| 17.5 Beta 1        | 25F55048f    | 2.04.2024; 15 месяцев назад  | Была добавлена возможность устанавливать сторонние приложения через файлы, но только в Евросоюзе |
| 17.5 Beta 2        | 21F5058e     | 16.04.2024; 14 месяцев назад | Теперь можно ограничить установку сторонних приложений и магазинов в Экраном времени |
| 17.5 Beta 3        | 21F5063f     | 25.04.2024; 14 месяцев назад | В этом обновлении теперь можно просматривать полную информацию о стороннем приложении, вдобавок была улучшена защита краденого устройства |
| 17.5 Beta 4        | 21F5073b     | 30.04.2024; 14 месяцев назад | Улучшение производительности, исправление ошибок, патчи безопасности |
| 17.5 RC            | 21F79        | 07.05.2024; 14 месяцев назад | Улучшение производительности |
| 17.5               | 21F79        | 13.05.2024; 13 месяцев назад | Добавлены новые обои |
| 17.5.1             | 21F90        | 20.05.2024; 13 месяцев назад | Эта версия содержит важные исправления ошибок. В частности устранена причина, по которой в редких случаях удаленные фото, которые были повреждены в базе данных, могли заново отображаться в медиатеке. |
| 17.6 Beta 1        | 21G5052e     | 17.06.2024; 12 месяцев назад | Исправление ошибок, патчи безопасности, улучшение производительности. |
| 17.6 Beta 2        | 21G5061c     | 2.07.2024; 12 месяцев назад  | Исправление ошибок. |
| 17.6 Beta 3        | 21G5066d     | 9.07.2024; 12 месяцев назад  | Исправление ошибок. |
| 17.6 Beta 4        | 21G5075a     | 16.07.2024; 11 месяцев назад | Исправление ошибок. |
| 17.6 RC            | 21G79        | 23.07.2024; 11 месяцев назад | Исправление ошибок. |
| 17.6               | 21G80        | 29.07.2024; 11 месяцев назад | Исправление ошибок , патчи безопасности , улучшение производительности. |
| 17.6.1             | 21G93        | 7.08.2024; 11 месяцев назад  | Исправления связанные с «Расширенной защитой данных». |
| 17.6.1 21G101      | 21G101       | 19.08.2024; 10 месяцев назад | Устранена проблема, которая препятствовала включению или выключению Расширенной защиты данных. |
| 17.7 RC            | 21H15        | 09.09.2024; 10 месяцев назад | Исправление ошибок. |
| 17.7               | 21H16        | 16.09.2024; 9 месяцев назад  | Эта версия содержит важные обновления системы безопасности и рекомендуется для установки всем пользователям. |
| 17.7.1 RC          | 21H216       | 21.10.2024; 8 месяцев назад  | Исправления ошибок. |
| 17.7.1             | 21H216       | 28.10.2024; 8 месяцев назад  | Исправление ошибок, патчи безопасности. |
| 17.7.2             | 21H221       | 19.11.2024; 7 месяцев назад  | Эта версия содержит важные обновления системы безопасности и рекомендуется для установки всем пользователям. |